# Sele
El Sele és un riu d'Itàlia. El seu nom antic era Silarus, en llatí i Σίλαρος o Σιλαρίς en grec. Desemboca al golf de Posidònia. Tal com el descriuen els autors antics, neix a les muntanyes properes a Teora, al límit del país dels hirpins, no gaire lluny de les fonts de l'Aufidius, segueix en direcció sud fins a rebre les aigües del Tanagro. Gira cap al sud-oest fins al mar, on desaigua en un lloc proper a la ciutat de Paestum. Abans d'arribar al mar rep les aigües del Calore Lucano. Formava el límit entre la Campània i la Lucània en temps d'Estrabó i Plini el Vell. Tots dos autors expliquen que les aigües del Sele tenien la propietat de petrificar pals, fulles i altres objectes que s'hi submergissin.
Prop del riu va tenir lloc la batalla del Silarus un enfrontament ocorregut durant la Segona Guerra Púnica, que es va disputar l'any 212 aC entre l'exèrcit cartaginès d'Hanníbal i les forces romanes dirigides pel pretor Marc Centeni Penula. Els cartaginesos van sortir victoriosos, destruint tot l'exèrcit romà. Aquesta va ser una de les poques batalles en les quals els efectius d'Hanníbal eren superiors als del seu oponent.
Els seus afluents són, a l'esquerra, el rierol Temete, el Calore Lucano, el Tanagro o Negro, i els torrents Alimenta i Lama; i a la dreta la riera de Calabritto, el canal Acque Alte Lignara i el de Campolungo, i els torrents Acerra, Telegro, La Tenza, Trigento i Vonghia.